# Inel de întregi algebrici
În matematică, inelul numerelor întregi al unui corp algebric K este inelul elementelor întregi conținute în K.
Pentru construcția mulțimii numerelor întregi {\displaystyle \mathbb {Z} } se utilizează următoarea teoremă atribuită lui Anatoli Malțev:
Teoremă.
Fie {\displaystyle (M,\cdot )} un monoid comutativ cu proprietatea de simplificare.
Atunci există un grup comutativ G(M) și un morfism injectiv de monoizi:
{\displaystyle i_{M}:\;M\to G(M),}
care verifică următoarea proprietate de universalitate:
Pentru orice grup comutativ G și orice morfism de monoizi {\displaystyle f:M\to G} există un unic morfism de grupuri {\displaystyle f':G(M)\to G} astfel încât diagrama de mai jos este comutativă (adică {\displaystyle f'\circ i_{M}=f}):

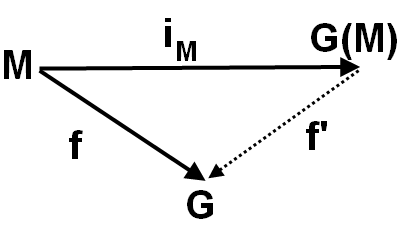

Demonstrație
Pe mulțimea {\displaystyle M'=M\times M} definim relația {\displaystyle (x,y)\sim (x',y'){\overset {def}{\Longleftrightarrow }}xy'=yx'.} 
Se demonstrează că {\displaystyle \sim } este o echivalență pe {\displaystyle M'} compatibilă cu structura de monoid a lui {\displaystyle M'} (adică {\displaystyle \sim } este o congruență pe monoidul produs {\displaystyle M'=M\times M}).
În mod evident, relația {\displaystyle \sim } este reflexivă și simetrică.
Dacă {\displaystyle (x,y)\sim (x',y')} și {\displaystyle (x',y')\sim (x'',y'')} atunci {\displaystyle xy'=yx'} și {\displaystyle x'y''=x''y',} de unde {\displaystyle xx'y'y''=x'x''yy',} deci {\displaystyle xy''=yx'',} adică {\displaystyle (x,y)\sim (x'',y''),} deci relația {\displaystyle \sim } este și tranzitivă, de unde concluzia că {\displaystyle \sim } este o echivalență pe {\displaystyle M'}.